# Nekrolog 1725
Nekrolog
◄◄
| ◄
| 1721
| 1722
| 1723
| 1724
| 1725 | 1726 | 1727 | 1728 | 1729 | ► | ►►
Weitere Ereignisse | Allgemeiner Nekrolog 1725
Die Beschreibung der verstorbenen Person sollte so kurz wie möglich gehalten sein und nur deren signifikante Tätigkeit(en) enthalten.
Neue Namen ggf. auch unter dem Geburts- und Sterbedatum, also etwa unter 1. Januar und im Geburts- und Sterbejahr (2024) eintragen (nur bei entsprechender großer Wichtigkeit). Für Beispiele siehe die schon vorhandenen Artikel.
Außerdem über die fünf zuletzt Verstorbenen, zu denen es einen ausreichend guten Artikel für eine Präsentation auf der Hauptseite gibt, nach der todesbedingten Überarbeitung der Artikel ggf. auch unter Wikipedia Diskussion:Hauptseite informieren und sie am besten auch in den anderen Wikipedia-Sprachversionen eintragen. Tipp: Regelmäßig bei news.google.de nach „ist tot“, „gestorben“ oder „verstorben“ suchen.
Wenn eine Person gestorben ist, gibt es viele Seiten zu dieser Person in der Wikipedia, die davon auch betroffen sind und entsprechend aktualisiert werden müssen. Beispiele: Namenübersichtsseite, Geburtsjahr, Geburtsort-Seiten und viele mehr.
Wie finde ich die betroffenen Seiten?
Im Suchfeld auf der linken Seite gibt man den Suchbegriff so ein: „Vorname Nachname“. Dann klickt man auf Volltext und alle Seiten mit entsprechendem Suchtext werden aufgerufen. Hier sieht man dann schnell, wo auch das Todesjahr Sinn macht oder sogar ein Teil des Artikels angepasst werden muss. Auch hilft das „Werkzeug“ auf der linken Seite sehr gut, um solche Seiten aufzufinden: „Links auf diese Seite“. Somit ist die Wikipedia wieder aktuell in allen Bereichen! Hinweis: bei Eintragung der Kategorie „Gestorben JAHR“ wird der Missbrauchsfilter 49 ausgelöst, was jedoch nicht schlimm ist. Siehe: Spezial:Missbrauchsfilter/49
Dies ist eine Liste von im Jahr 1725 verstorbenen bekannten Persönlichkeiten. Die Einträge erfolgen innerhalb der einzelnen Daten alphabetisch sortiert. Tiere sind im Nekrolog für Tiere zu finden.

## Januar
| Tag        | Name                                       | Beruf, bekannt als                                                  | Alter | Beleg |
| ---------- | ------------------------------------------ | ------------------------------------------------------------------- | ----- | ----- |
| 6. Januar  | Chikamatsu Monzaemon                       | japanischer Dramatiker                                              |       |       |
| 9. Januar  | Francesco Acquaviva                        | Kardinal der katholischen Kirche                                    | 59    |       |
| 9. Januar  | Johann Caspar Hartung                      | deutscher Baumeister                                                | 102   |       |
| 11. Januar | Juan Francisco de Bette                    | belgischer Adeliger in spanischen Diensten                          | 57    |       |
| 12. Januar | Kaspar Dietlof von Winterfeld              | preußischer Oberst und Chef des Garnisonsbataillons Nr. 2           |       |       |
| 18. Januar | Hugh Cholmondeley, 1. Earl of Cholmondeley | englischer Peer und Politiker                                       |       |       |
| 21. Januar | Johann Christopher Jauch                   | deutscher evangelischer Geistlicher und Dichter barocker Musiktexte | 55    |       |
| 25. Januar | Wilhelm Gustav von Kaltenborn              | sachsen-merseburgischer Geheimer Rat                                |       |       |
| 26. Januar | Sulchan-Saba Orbeliani                     | georgischer Mönch, Politiker und Schriftsteller                     | 66    |       |
| 26. Januar | Silvio Stampiglia                          | italienischer Dichter und Librettist                                | 60    |       |
| 28. Januar | Louis d’Aubusson, duc de La Feuillade      | französischer Militär, Marschall von Frankreich                     | 51    |       |
| 31. Januar | Andreas Stübel                             | deutscher Theologe, Pädagoge und Philosoph                          | 71    |       |

## Februar
| Tag         | Name                        | Beruf, bekannt als                                                       | Alter | Beleg |
| ----------- | --------------------------- | ------------------------------------------------------------------------ | ----- | ----- |
| 3. Februar  | Matthaeus Hiller            | deutscher evangelischer Theologe, Hochschullehrer und Abt                | 78    |       |
| 5. Februar  | Georg Haase                 | deutscher Baumeister und Maurer                                          | 59    |       |
| 5. Februar  | Johannes Sperlette          | französischer Philosoph                                                  | 63    |       |
| 5. Februar  | Christoph Weigel der Ältere | deutscher Kupferstecher, Kunsthändler und Verleger in Nürnberg           | 70    |       |
| 6. Februar  | Johann Philipp Krieger      | deutscher Komponist, Organist und Kapellmeister                          | 75    |       |
| 7. Februar  | Hermann Zoll                | deutscher Jurist                                                         |       |       |
| 8. Februar  | John Bellers                | englischer Quäker, Ökonom und Sozialreformer                             |       |       |
| 8. Februar  | Peter der Große             | russischer Zar                                                           | 52    |       |
| 14. Februar | Ferdinand Fischer           | österreichischer Lautenspieler, Komponist, Musikarchivar und Geistlicher | 73    |       |
| 15. Februar | Johann Heinrich Wachenfeld  | deutscher Porzellanmaler, Fayence- und Porzellanfabrikant                | 30    |       |
| 23. Februar | Maximilian Pagl             | österreichischer Benediktiner, Abt des Stiftes Lambach                   | 56    |       |
| 28. Februar | Franz Carl Egloff           | Schweizer Ratsherr, Stadthauptmann und Untervogt                         | 80    |       |

## März
| Tag      | Name                             | Beruf, bekannt als                                                                              | Alter | Beleg |
| -------- | -------------------------------- | ----------------------------------------------------------------------------------------------- | ----- | ----- |
| 2. März  | José Benito de Churriguera       | spanischer Bildhauer und Baumeister                                                             | 59    |       |
| 8. März  | Anton Ginther                    | deutscher katholischer Pfarrer und Dekan                                                        | 69    |       |
| 9. März  | Beda Werner                      | deutscher Geistlicher (römisch-katholisch), dreiundzwanzigster Abt der Reichsabtei Ochsenhausen | 52    |       |
| 20. März | Samuel Fritz                     | böhmischer Missionar                                                                            | 70    |       |
| 25. März | Johann Franz Loew von Erlsfeld   | böhmischer Arzt, Jurist und Musiker                                                             | 76    |       |
| 25. März | Christoph Alexander von Rauschke | Oberburggraf in Preußen                                                                         |       |       |
| 29. März | Nicolaus Wilckens                | Hamburger Ratsherr                                                                              | 75    |       |
| 30. März | Filippo Bonanni                  | Jesuitenpater, Mikroskopbauer und Naturforscher                                                 | 87    |       |
| 30. März | Samuel Steurlin                  | deutscher Mediziner und Naturwissenschaftler                                                    | 69    |       |

## April
| Tag       | Name                                      | Beruf, bekannt als                                                        | Alter | Beleg |
| --------- | ----------------------------------------- | ------------------------------------------------------------------------- | ----- | ----- |
| 1. April  | Paulus II. Baumann                        | deutscher Zisterzienserabt                                                | 80    |       |
| 2. April  | Johann Joseph Franz von Aham              | bayerischer Adliger und Verwaltungsjurist                                 | 72    |       |
| 2. April  | Henri Simonis                             | Tuchfabrikant und Gründer der Simonis-Billardtuchfabrik                   | 84    |       |
| 3. April  | Cornelius Steenoven                       | erster Alt-Katholischer Erzbischof von Utrecht                            |       |       |
| 3. April  | Johann Christoph Weiß                     | evangelischer Theologe und Rektor des Hofer Gymnasiums                    |       |       |
| 6. April  | Johann Raimund von Lamberg                | Weihbischof in Passau                                                     | 62    |       |
| 8. April  | John Wise                                 | amerikanischer Pfarrer und Schriftsteller                                 | 72    |       |
| 12. April | Giovanni Battista Foggini                 | italienischer Bildhauer und Architekt                                     | 72    |       |
| 20. April | Sophia Charlotte von Platen-Hallermund    | deutsch-britische Adlige und Halbschwester des britischen Königs Georg I. | 50    |       |
| 23. April | Johann August von Elterlein               | frühneuzeitlicher deutscher Unternehmer und Hammerherr                    | 55    |       |
| 23. April | Friedrich Strunz                          | deutscher Literaturwissenschaftler und Philologe                          | 45    |       |
| 25. April | António de Albuquerque Coelho de Carvalho | portugiesischer Kolonialverwalter                                         |       |       |
| 25. April | Kuno Ernst von Bredow                     | preußischer Militär und Adliger                                           |       |       |
| 25. April | Mir Mahmud Hotaki                         | Herrscher aus der Hotaki-Dynastie in Persien                              |       |       |
| 27. April | Johann Anton I. Knebel von Katzenelnbogen | Diözesan- und Fürstbischof von Eichstätt                                  | 78    |       |

## Mai
| Tag     | Name                     | Beruf, bekannt als                                           | Alter | Beleg |
| ------- | ------------------------ | ------------------------------------------------------------ | ----- | ----- |
| 9. Mai  | Johann Hinna             | deutscher Theologe und Bruderschaftbegründer                 |       |       |
| 10. Mai | René de Froulay de Tessé | Marschall von Frankreich, Diplomat und zuletzt Kamaldulenser |       |       |
| 11. Mai | Caspar Calvör            | deutscher Theologe                                           | 74    |       |
| 11. Mai | Hermann Flender          | deutscher Theologe, Dechant und Wohltäter                    |       |       |
| 21. Mai | Martin Heinrich Böhme    | preußischer Hofbaumeister                                    |       |       |
| 21. Mai | Jan van Brouchoven       | Staatsmann in den spanischen Niederlanden                    | 80    |       |
| 24. Mai | Jonathan Wild            | britischer Krimineller                                       |       |       |

## Juni
| Tag      | Name                          | Beruf, bekannt als                                                                | Alter | Beleg |
| -------- | ----------------------------- | --------------------------------------------------------------------------------- | ----- | ----- |
| 4. Juni  | Christian Wilhelm Schneider   | deutscher Pfarrer und Gründer eines Waisenhauses in Esens                         | 46    |       |
| 12. Juni | Mathias Öttl                  | deutsch-österreichischer Komponist und Chorregent                                 | 50    |       |
| 14. Juni | Salomon Franck                | deutscher Jurist und Dichter                                                      | 66    |       |
| 27. Juni | Christian Henrich Heineken    | Kind, das durch seine geistige Frühreife Aufsehen erregte                         | 4     |       |
| 29. Juni | Arai Hakuseki                 | konfuzianischer Gelehrter, Ökonom, Dichter und Berater des Shogun Tokugawa Ienobu | 68    |       |
| 29. Juni | Juan Manuel Fernández Pacheco | Gründungsdirektor der Real Academia Española                                      | 74    |       |

## Juli
| Tag      | Name                            | Beruf, bekannt als                                                               | Alter | Beleg |
| -------- | ------------------------------- | -------------------------------------------------------------------------------- | ----- | ----- |
| 1. Juli  | Johann Ludwig Andreae           | deutscher protestantischer Theologe, Kartograph, Globenbauer und Buchautor       | 58    |       |
| 2. Juli  | Heinrich von der Goltz          | kurbrandenburger Generalmajor und russischer Feldmarschallleutnant               | 76    |       |
| 18. Juli | Franz Xaver Bovius              | deutscher katholischer Priester, Hersteller von Sonnenuhren                      | 48    |       |
| 19. Juli | Jeronimo de Haze de Georgio     | Bürgermeister von Amsterdam                                                      |       |       |
| 20. Juli | Edward Jeffreys                 | britischer Politiker                                                             |       |       |
| 21. Juli | Johann Philipp von Wurzelbau    | deutscher Astronom                                                               | 73    |       |
| 27. Juli | Anton Ludwig von Schwartzenfels | sachsen-gothaischer Geheimer Rat, Kammerdirektor und Kreishauptmann zu Altenburg | 47    |       |

## August
| Tag        | Name                               | Beruf, bekannt als | Alter | Beleg |
| ---------- | ---------------------------------- | --- | ----- | ----- |
| 2. August  | Otto Heinrich Volger               | Bürgermeister von Hannover                                                                                             | 48    |       |
| 3. August  | Georg Joachim von der Wense        | königlich preußischer Generalmajor, Chef des Dragoner-Regiments Nr. 1 sowie Erbherr von Hattorf, Mörse und Dedenhausen | 58    |       |
| 7. August  | Jean II Barraband                  | französischer Bildwirker                                                                                               |       |       |
| 12. August | Pierre de Montesquiou d’Artagnan   | französischer Marschall                                                                                                |       |       |
| 15. August | Gerhard Noodt                      | niederländischer Jurist                                                                                                | 77    |       |
| 23. August | Christian August von Sachsen-Zeitz | Erzbischof von Gran (ungarisch: Esztergom)                                                                             | 58    |       |
| 24. August | Susanna Huygens                    | niederländische Schreiberin von Briefen                                                                                | 88    |       |
| 27. August | Johann Wilhelm Jahn                | deutscher evangelischer Theologe, Rhetoriker und Historiker                                                            | 43    |       |
| 31. August | Ferdinand Freiherr von Hövelich    | Lehnsherr |       |       |

## September
| Tag           | Name                          | Beruf, bekannt als                                                              | Alter | Beleg |
| ------------- | ----------------------------- | ------------------------------------------------------------------------------- | ----- | ----- |
| 2. September  | Charles-François Poërson      | französischer Maler                                                             | 71    |       |
| 5. September  | Christian Wernicke            | deutscher Epigrammatiker und Diplomat                                           | 64    |       |
| 12. September | Martin Chladni                | evangelisch-lutherischer Theologe                                               | 55    |       |
| 12. September | Johann Christoph Haus         | Schweizer römisch-katholischer Geistlicher und Weihbischof in Basel             | 73    |       |
| 14. September | Ortensio Mauro                | italienischer Schriftsteller, Hofsekretär, Hofdichter und Zeremonienmeister     |       |       |
| 15. September | Felix Fossa                   | Theatiner-Propst in Salzburg, Schriftsteller                                    |       |       |
| 16. September | Antoine V. de Gramont         | französischer Herzog und Militär, Marschall von Frankreich                      | 54    |       |
| 23. September | John Clayton                  | britischer Geistlicher, Geograph und Naturforscher                              |       |       |
| 24. September | Pierre Chédeville             | französischer Musette-Virtuose                                                  | 30    |       |
| 28. September | Wolf Dietrich von Beichlingen | Großkanzler und Oberhofmarschall des Kurfürsten Friedrich August I. von Sachsen | 60    |       |

## Oktober
| Tag         | Name                    | Beruf, bekannt als                                                                                  | Alter | Beleg |
| ----------- | ----------------------- | --------------------------------------------------------------------------------------------------- | ----- | ----- |
| 2. Oktober  | Johann Moller           | deutscher Lehrer, Schriftsteller und Literaturhistoriker                                            | 64    |       |
| 5. Oktober  | Johann Sinapius         | schlesischer Gelehrter (Historiker)                                                                 | 68    |       |
| 6. Oktober  | Thomas Symmes           | neuenglischer kongregationalistischer Geistlicher, Pfarrer von Boxford und Bradford (Massachusetts) | 47    |       |
| 10. Oktober | Francesco del Giudice   | italienischer Geistlicher, spanischer Politiker und Kardinal                                        | 77    |       |
| 11. Oktober | Polykarp Leyser III.    | deutscher evangelischer Theologe, Generalsuperintendent und Orientalist                             | 69    |       |
| 20. Oktober | Johann Rudolph Osiander | deutscher evangelischer Theologe                                                                    | 36    |       |
| 21. Oktober | Johann Stein            | deutscher Rechtswissenschaftler                                                                     | 63    |       |
| 24. Oktober | Alessandro Scarlatti    | italienischer Komponist des Barock, Vater von Domenico Scarlatti                                    | 65    |       |

## November
| Tag          | Name                         | Beruf, bekannt als | Alter | Beleg |
| ------------ | ---------------------------- | --- | ----- | ----- |
| 4. November  | Johann Georg                 | Graf von Ortenburg | 38    |       |
| 6. November  | Carl Gustav Heraeus          | kaiserlicher Hofantiquar in Wien |       |       |
| 8. November  | Marquard Ludwig von Printzen | königlich preußischer Diplomat, Oberhofmarschall, Chef der Verwaltung der geistlichen und Unterrichts-Angelegenheiten unter König Friedrich I. und Friedrich Wilhelm I | 50    |       |
| 15. November | Francesco Antonio Giorgioli  | Schweizer Barockmaler |       |       |
| 20. November | Wilhelm I.                   | Landgraf von Hessen-Rotenburg (ab 1683) | 77    |       |
| 28. November | Nikita Demidow               | russischer Industrieller | 69    |       |

## Dezember
| Tag          | Name                          | Beruf, bekannt als                                                | Alter | Beleg |
| ------------ | ----------------------------- | ----------------------------------------------------------------- | ----- | ----- |
| 10. Dezember | Nicolas Hartsoeker            | niederländischer Biologe, Mathematiker und Physiker               | 69    |       |
| 11. Dezember | Christoph Alexander von Velen | Domherr und Amtsdroste                                            | 61    |       |
| 15. Dezember | Giuseppe Vallemani            | Kardinal der Katholischen Kirche                                  | 77    |       |
| 18. Dezember | Johannes Christian Leonhardi  | Schweizer reformierter Geistlicher                                |       |       |
| 26. Dezember | Jan František Beckovský       | tschechischer Schriftsteller, Historiker, Übersetzer und Priester | 67    |       |

## Datum unbekannt
| Tag | Name                               | Beruf, bekannt als | Alter | Beleg |
| --- | ---------------------------------- | --- | ----- | ----- |
|     | Arnold Matthias Brunckhorst        | deutscher Komponist und Organist der norddeutschen Orgelschule                                                                         |       |       |
|     | Heinrich Christoph Fehling         | deutscher Maler |       |       |
|     | Giovanni Francesco Gemelli Careri  | italienischer Jurist, Abenteurer und Weltreisender                                                                                     |       |       |
|     | John Gow                           | Pirat |       |       |
|     | Johann Friedrich Heunisch          | deutscher lutherischer Theologe |       |       |
|     | Mathieu Lanes                      | französischer Komponist, Organist und Cembalist                                                                                        |       |       |
|     | Stanisław Ledóchowski              | polnischer Politiker, Marschall der Konföderation von Tarnogrod, Wojwode von Wolynien, Marschall des sogenannten stummen Senats (1717) |       |       |
|     | Christian Ludewig Meyer            | deutscher Glocken- und Geschützgießer                                                                                                  |       |       |
|     | Tommaso Maria Napoli               | italienischer Architekt |       |       |
|     | Peter Plogojowitz                  | serbischer Bauer und angeblicher Vampir                                                                                                |       |       |
|     | Moritz Wilhelm von Pöllnitz        | Geheimer Rat am Hof des Herzogs Moritz Wilhelm von Sachsen-Merseburg                                                                   |       |       |
|     | Christoph von Rappe                | kurländisch-polnischer General |       |       |
|     | Nicolas François Rémond            | Erster Rat des Herzogs von Orléans |       |       |
|     | Carl Rosier                        | wallonischer Komponist |       |       |
|     | Philipp Dietrich von Schrottenberg | Beamter im Hochstift Bamberg |       |       |
|     | Johannes Theodat                   | griechischer Kurier und Handelsmann |       |       |